# Morozivka (Mîkolai-Pole), Zaporijjea
Morozivka (în ucraineană Морозівка) este un sat în comuna Mîkolai-Pole din raionul Zaporijjea, regiunea Zaporijjea, Ucraina.

## Demografie
Componența lingvistică a localității Morozivka
     Ucraineană (96,02%)
     Rusă (3,98%)
Conform recensământului din 2001, majoritatea populației localității Morozivka era vorbitoare de ucraineană (96,02%), existând în minoritate și vorbitori de rusă (3,98%).